# کریستوفر ولتر
کلیس برایان کریستوفر ولتر (Claes Brian Christopher Wollter، زاده ۵ فوریه ۱۹۷۲) بازیگر و خواننده سوئدی است. وی در تولیدات سوئدی وست ساید و دوشیزه سایگون نقش آفرینی داشته‌است. وی همچنین در چندین اثر تلویزیونی ظاهر شده‌است.

## اوایل زندگی
ولتر در ۵ فوریه ۱۹۷۲ در برونا سوئد متولد شد. او درشهر لوند رشد کرد و در مدارس لربک سکولان و اسپایکن تحصیل کرد. در زمان نوجوانی، ولتر به مدت یک سال خبرنگار برنامه تلویزیونی کودکان مجله کودکان در تلویزیون ملی سوئد بود. وی در سال ۱۹۹۷ از آکادمی موسیقی و نمایش دانشگاه گوتنبرگ (آکادمی موسیقی و درام) در دانشگاه گوتنبرگ فارغ‌التحصیل شد. ولتر قبلاً در Kulturama در استکهلم تحصیل کرده بود.

## حرفه
پس از فارغ‌التحصیلی، اولین نقش اصلی او در نقش ماریوس پونترسی در موسیقی بینوایان بود. ولتر سپس کریس را در موزیکال دوشیزه سایکون در اپرای مالمو بازی کرد. او همچنین در تولیدات بانوی من در تئاتر اسکار، اویتا، به عنوان فرِدی در موزیکال شطرنج، ریف در داستان وست ساید، و در نقش اول دکتر ژیواگو درخشید. اولین فیلم ولتر (۲۰۰۲) Suxxess بود. وی در سال ۲۰۱۳ در فیلم The Reunion ظاهر شد که جایزه گلدنباگ را برای بهترین فیلم کسب کرد. وی همچنین در سریال‌های تلویزیونی Häxdansen , Modus , Greyzone و Quicksand و … بازی کرده‌است. وی همچنین اجرای کنسرت Brel möter Piaf را با Åsa Fång در سال ۲۰۱۸ در تئاتر اسکالا انجام داده‌است

## زندگی شخصی
ولتر با بازیگر زن جولیا دوفونیوس ازدواج کرده‌است. آنها یک دختر و یک پسر دارند. پدربزرگ وی کارل آندرش ولتر دیپلمات و عموی بزرگش سون ولتر بازیگر است.